# 효자도서관
효자도서관은 전북특별자치도 전주시에 있는 공립 도서관이다.

## 연혁
- 2016년 8월 16일 개관.